# Bitpop
Bitpop är en elektronisk musikstil där åtminstone en del av musiken är chipmusik, och alltså framförs på spelkonsoler såsom  Nintendo Entertainment System och Sega Master System eller datorer som  Commodore 64 och Amiga. Musikstilen är starkt inspirerad av äldre TV-spel. Bitpop är känt för att få fram en nostalgisk känsla hos lyssnarna.

## Bitpopgrupper/-artister (urval)
- 047
- Din Stalker
- Dunderpatrullen
- Goto80
- Machinae Supremacy
- Monster & Maskiner
- Nullsleep
- Pluxus
- Psilodump
- Puss
- Salkin
- Sidabitball

## Titeltraditionen
Allt som oftast namnges bitpoplåtar och skivor till ordvitsar eller – i Sverige – svengelska namn av vitsig natur. Anledningen till låtarnas i mångas tycke roliga namn är okänd men kan bland annat vara att bitpoplåtar oftast inte innehåller några låttexter vilka utgör grund för en konventionell låttitel. Inspiration kan även hämtats av det svenska bandet Bob hund (Edvin medvind, Rundgång Gräslök Fågelsång, Indianernas park, Ett fall och en lösning, Den ensamme sjömannens födelsedag) eller det svenska elektroniska instrumentalbandet Pluxus (electroplux, pluxemburg, rödval blåval). Flertalet olika bitpopgrupper har anammat traditionen.

## Klädsel och kännetecken
Den stereotypa bitpopparens klädsel kännetecknas ofta av ironiska t-tröjor, starka färger och en flirt med nördkulturen. Truckerkepsar, raybans med fönsterglas och inslag av 1980-talets hiphopkultur är återkommande för stilen.